# Чернявський Петро Миколайович
Петро́ Микола́йович Черня́вський (нар. 16 квітня 1986, Київ) — український музикант, гітарист гурту «Океан Ельзи» (з 2005 до 2013 року). Композитор та музичний продюсер.

## Біографія
Батько — фізик, мати — архітектор. Навчався у київському фізико-математичному ліцеї. Вступив до Київського політехнічного інституту на факультет прикладної математики, який кинув після трьох років навчання через участь в «Океані Ельзи». До цього також був учасником гуртів Абздольц та День Zащиты Детей.

## Кар'єра
Перший виступ у складі ОЕ відбувся на фестивалі «Таврійські ігри-2005». На момент дебюту у складі вищеназваного колективу, він ще працював звукорежисером київського клубу «Бочка». Перший спільний альбом Чернявського з «Океаном Ельзи» називався «GLORIA». Всього брав участь у записі 4 альбомів гурту, закінчуючи альбомом «Земля». У 2010 році Чернявський виступив із Земфірою на фестивалі «Нова хвиля» в Юрмалі. У 2012 грав на басу у супергурті Святослава Вакарчука «Брюссель». 11 квітня 2013 року офіційно було оголошено про припинення співпраці між гуртом та Петром. За офіційним повідомленням це зумовлено «творчими причинами та прийняте за спільною згодою всіх учасників» (укр.). Наразі Петро поєднує участь відразу у кількох колективах : «Stacey Dogs», «Millon Kopek», «Ночные Снайперы».